# Freya Anderson
Freya Ann Anderson (Birkenhead, 4 maart 2001) is een Britse zwemster. Ze vertegenwoordigde haar vaderland op de Olympische Zomerspelen 2020 in Tokio.

## Carrière
Bij haar internationale debuut, op de wereldkampioenschappen zwemmen 2017, werd Anderson uitgeschakeld in de halve finales van de 100 meter vrije slag en in de series van de 50 meter vrije slag. Op de 4×100 meter wisselslag eindigde ze samen met Kathleen Dawson, Sarah Vasey en Charlotte Atkinson op de zevende plaats. Samen met Georgia Davies, Ross Murdoch en James Guy zwom ze in de series van de gemengde 4×100 meter wisselslag, in de finale eindigden Davies en Guy samen met Adam Peaty en Siobhan-Marie O'Connor op de vijfde plaats.
In Gold Coast nam ze deel aan de Gemenebestspelen 2018. Op dit toernooi strandde ze in de series van de 100 meter vrije slag. Op de 4×100 meter vrije slag veroverde ze samen met Siobhan-Marie O'Connor, Anna Hopkin en Eleanor Faulkner de bronzen medaille, samen met Eleanor Faulkner, Siobhan-Marie O'Connor en Holly Hibbott behaalde ze de bronzen medaille op de 4×200 meter vrije slag. Op de Europese kampioenschappen zwemmen 2018 in Glasgow eindigde de Britse als vierde op de 100 meter vrije slag, daarnaast werd ze uitgeschakeld in de series van de 50 meter vrije slag. Op de 4×200 meter vrije slag legde ze samen met Eleanor Faulkner, Kathryn Greenslade en Holly Hibbott beslag op de Europese titel, samen met Georgia Davies, Siobhan-Marie O'Connor en Alys Thomas sleepte ze de bronzen medaille in de wacht op de 4×100 meter wisselslag. Op de 4×100 meter vrije slag eindigde ze samen met Anna Hopkin, Siobhan-Marie O'Connor en Eleanor Faulkner op de vierde plaats. Samen met Georgia Davies, Adam Peaty en James Guy werd ze Europees kampioen op de gemengde 4×100 meter wisselslag, op de gemengde 4×200 meter vrije slag veroverde ze samen met Stephen Milne, Craig McLean en Kathryn Greenslade de bronzen medaille.
Tijdens de wereldkampioenschappen zwemmen 2019 in Gwangju eindigde Anderson als achtste op de 100 meter vrije slag, op de 200 meter vrije slag stranddde ze in de halve finales. Samen met Georgia Davies, Molly Renshaw en Alys Thomas eindigde ze als achtste op de 4×100 meter wisselslag, op de gemengde 4×100 meter wisselslag behaalde ze samen met Georgia Davies, Adam Peaty en James Guy de bronzen medaille. In Glasgow nam ze deel aan de Europese kampioenschappen kortebaanzwemmen 2019. Op dit toernooi veroverde ze de Europese titels op zowel de 100 als de 200 meter vrije slag, daarnaast eindigde ze als vierde op de 400 meter vrije slag. Samen met Anna Hopkin, Siobhan-Marie O'Connor en Georgia Davies eindigde ze als vijfde op de 4×50 meter vrije slag, op de 4×50 meter wisselslag eindigde ze samen met Georgia Davies, Siobhan-Marie O'Connor en Anna Hopkin op de vijfde plaats. Samen met Duncan Scott, Scott McLay en Anna Hopkin sleepte ze de zilveren medaille in de wacht op de 4×50 meter wisselslag.
Op de Europese kampioenschappen zwemmen 2020 in Boedapest behaalde de Britse de bronzen medaille op de 200 meter vrije slag, op de 100 meter vrije slag eindigde ze op de vijfde plaats. Op de 4×100 meter vrije slag legde ze samen met Lucy Hope, Anna Hopkin en Abbie Wood beslag op de Europese titel, samen met Lucy Hope, Tamryn Van Selm en Holly Hibbott werd ze Europees kampioen op de 4×200 meter vrije slag. Op de 4×100 meter wisselslag zwom ze samen met Cassie Wild, Sarah Vasey en Harriet Jones in de series, in de finale veroverden Kathleen Dawson, Molly Renshaw, Laura Stephens en Anna Hopkin de Europese titel. Voor haar aandeel in de series werd ze beloond met de gouden medaille. Op de gemengde 4×100 meter vrije slag sleepte ze samen met Duncan Scott, Thomas Dean en Anna Hopkin de Europese titel in de wacht, samen met Thomas Dean, James Guy en Abbie Wood werd ze Europees kampioen op de 4×200 meter vrije slag. Tijdens de Olympische Zomerspelen van 2020 in Tokio werd Anderson uitgeschakeld in de halve finales van zowel de 100 als de 200 meter vrije slag. Samen met Anna Hopkin, Abbie Wood en Lucy Hope eindigde ze als vijfde op de 4×100 meter vrije slag, op de 4×100 meter wisselslag strandde ze samen met Cassie Wild, Sarah Vasey en Harriet Jones in de series. Samen met Kathleen Dawson, Adam Peaty en James Guy zwom ze in de series van de gemengde 4×100 wisselslag, in de finale legden Dawson, Peaty en Guy samen met Anna Hopkin beslag op de gouden medaille. Voor haar inspanningen in de series ontving Anderson de gouden medaille. 

## Internationale toernooien
| Jaar | Olympische Spelen                                                                                                   | WK langebaan                                                                                | WK kortebaan                              | EK langebaan | EK kortebaan | Gemenebestspelen                                           |
| ---- | --- | ------------------------------------------------------------------------------------------- | ----------------------------------------- | --- | --- | ---------------------------------------------------------- |
| 2017 | | 32e 50m vrije slag 12e 100m vrije slag 7e 4×100m wisselslag 5e 4×100m wisselslag gemengd    |                                           | | geen deelname |                                                            |
| 2018 | |                                                                                             | geen deelname                             | 24e 50m vrije slag · 4e 100m vrije slag · 4e 4×100m vrije slag · 4×200m vrije slag · 4×100m wisselslag · 4×200m vrije slag gemengd · 4×100m wisselslag gemengd                   | | 9e 100m vrije slag · 4×100m vrije slag · 4×200m vrije slag |
| 2019 | | 8e 100m vrije slag · 12e 200m vrije slag · 8e 4×100m wisselslag · 4×100m wisselslag gemengd |                                           | | serie 50m vrije slag · 100m vrije slag · 200m vrije slag · 4e 400m vrije slag · 5e 4×50m vrije slag · 5e 4×50m wisselslag · 4×50m vrije slag gemengd |                                                            |
| 2020 | Geen toernooien vanwege de coronapandemie                                                                           | Geen toernooien vanwege de coronapandemie                                                   | Geen toernooien vanwege de coronapandemie | Geen toernooien vanwege de coronapandemie | Geen toernooien vanwege de coronapandemie | Geen toernooien vanwege de coronapandemie                  |
| 2021 | 11e 100m vrije slag · 12e 200m vrije slag · 5e 4×100m vrije slag · 9e 4×100m wisselslag · 4×100m wisselslag gemengd |                                                                                             | 13-18 december                            | 5e 100m vrije slag · 200m vrije slag · 4×100m vrije slag · 4×200m vrije slag · 4×100m wisselslag · Anderson zwom enkel de series · 4×100m vrije slag gemengd · 4×200m vrije slag | 2-7 november |                                                            |

## Persoonlijke records
Bijgewerkt tot en met 22 november 2020
Kortebaan
| Afstand         | Tijd    | Datum            | Plaats    |
| --------------- | ------- | ---------------- | --------- |
| 50m vrije slag  | 24,03   | 21 november 2020 | Boedapest |
| 100m vrije slag | 51,43   | 31 oktober 2020  | Boedapest |
| 200m vrije slag | 1.51,87 | 22 november 2020 | Boedapest |

Langebaan
| Afstand         | Tijd    | Datum           | Plaats    |
| --------------- | ------- | --------------- | --------- |
| 50m vrije slag  | 24,88   | 13 maart 2020   | Edinburgh |
| 100m vrije slag | 53,31   | 25 juli 2019    | Gwangju   |
| 200m vrije slag | 1.56,06 | 19 januari 2020 | Antwerpen |